# Gregor Mendel
Gregor Johann Mendel OSA (ur. 20 lipca 1822 w Heinzendorf bei Odrau, zm. 6 stycznia 1884 w Brnie) − czeski przyrodnik, zakonnik, opat zakonu augustianów w Brnie na Morawach, prekursor genetyki.
Zajmował się badaniami nad dziedziczeniem cech grochu zwyczajnego. Mendel udowodnił, że dziedziczenie cech grochu oparte jest na zestawie praw (które później zostały nazwane od jego nazwiska prawami Mendla). Znaczenie obserwacji Mendla nie zostało docenione aż do przełomu XX wieku, kiedy ponowne „odkrycie” prawideł przez niego obserwowanych zapoczątkowało powstanie nowej dziedziny nauki – genetyki.

## Życiorys
Pochodził z rodziny niemieckojęzycznej, a jego rodzicami byli Anton i Rosine Mendlowie. Miał dwie siostry – starszą i młodszą od niego.
W latach 1834–1840 uczęszczał do liceum w Opawie, a następnie w 1843 ukończył studia w Instytucie Filozofii Uniwersytetu w Ołomuńcu. Po odbyciu jednorocznego nowicjatu, w 1844 wstąpił do zakonu augustianów i podjął studia teologiczne w Brnie, które ukończył w 1848. Następnie oprócz działalności duszpasterskiej wykładał rolnictwo w Instytucie Technicznym w Brnie oraz w liceum w Znojmie (niem. Znaim), a w latach 1851–1853 za zgodą przeora studiował nauki przyrodnicze w Wiedniu. W 1854 założył w ogrodzie klasztornym hodowlę roślin w celu badań zmienności dziedziczenia i jednocześnie zorganizował obserwatorium meteorologiczne. W tych dwóch dziedzinach (marginalnie także w hydrogeologii i badaniach nad pszczołami), prowadził badania naukowe. Oprócz tego w latach 1854–1867 wykładał nauki przyrodnicze w Szkole Technicznej w Brnie, działał w kilku miejscowych towarzystwach naukowych oraz w organizacjach rolniczych. W 1868 został wybrany opatem augustianów w Brnie i działał przeciwko antykościelnym inicjatywom władz. W 1881 został dyrektorem banku hipotecznego w Brnie.
Za jego życia znacznie większym rozgłosem cieszyły się meteorologiczne badania Mendla, które były wielokrotnie publikowane, natomiast badania nad zmiennością przeszły bez echa.

## Działalność naukowa
Sformułował podstawowe prawa dziedziczenia, przeprowadzając badania nad krzyżowaniem roślin, głównie grochu zwyczajnego (Pisum sativum), których wyniki ogłosił w 1865 roku na posiedzeniu lokalnego towarzystwa naukowego w Brnie. W 1866 roku opublikował je drukiem w artykule Badania nad mieszańcami roślin (niem. Versuche über Pflanzen-Hybriden).
Jego odkrycia początkowo nie uzyskały rozgłosu i dopiero w roku 1900 trzej uczeni Hugo de Vries, Carl Correns i Erich Tschermak, niezależnie potwierdzili wyniki jego prac. W uwspółcześnionej postaci brzmią one następująco:
- Pierwsze prawo Mendla (prawo czystości gamet) – w organizmach znajdują się komórki, które na każdą cechę posiadają jeden gen (allel). Komórki te to gamety.
- Drugie prawo Mendla (prawo niezależnej segregacji) – geny warunkujące różne cechy segregują niezależnie od siebie i jest kwestią przypadku, który allel z pary warunkującej jedną cechę znajdzie się w gamecie z jednym bądź drugim allelem z par alleli warunkującej drugą cechę.

### Badania Mendla i ich znaczenie

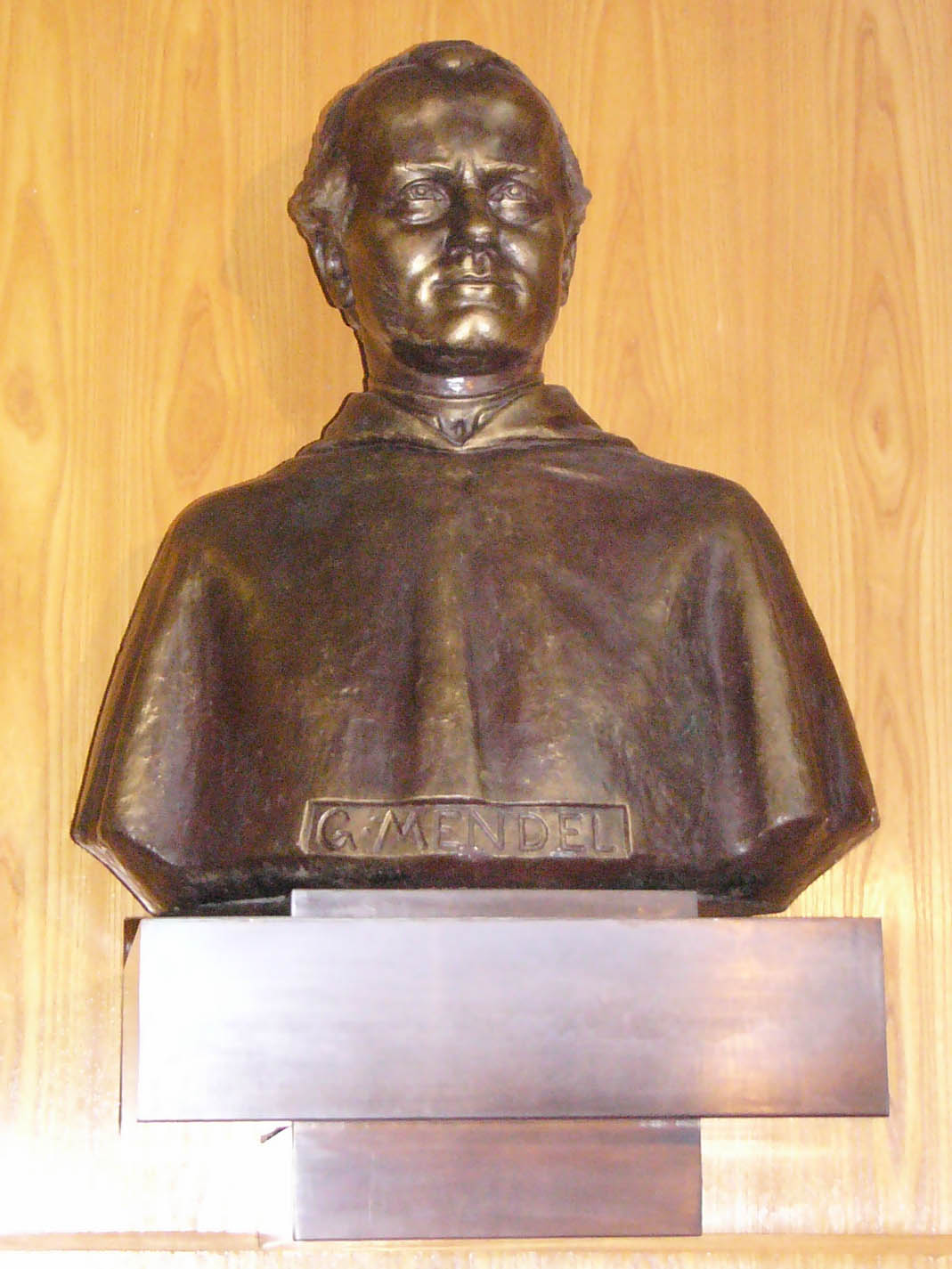
Popiersie Gregora Mendla na uniwersytecie w Brnie

Eksperymenty Mendla wydają się dziś proste, faktem jest jednak, że wcześniej, mimo setek lat rozwoju rolnictwa, nikt ich nie próbował lub nikt nie dostrzegł znaczenia otrzymanych w nich wyników. Mendel użył pyłku z jednej czystej linii do zapłodnienia komórek jajowych osobników z drugiej linii, starając się, by cechy używane do rozróżnienia linii czystej były widoczne, jak na przykład kolor nasion lub kolor kwiatów. Roślina z czystej linii o żółtych nasionach skrzyżowana z inną, w której wszystkie nasiona są zielone, dawała jedynie potomstwo o żółtych nasionach.
Była to ciekawa obserwacja, która pobudziła Mendla do rozważań i dalszych badań. Przede wszystkim obalała twierdzenie o dziedziczeniu mieszanki cech, ponieważ wszystkie nasiona wyglądały jak jeden z rodziców i nie przejawiały żadnego wypośrodkowania. Jednakże wsobne krzyżowanie żółtych potomków dało następny zastanawiający wynik: w drugim pokoleniu pojawiły się zarówno zielone jak i żółte nasiona, a zielone potomstwo było dziełem żółtych roślin rodzicielskich, przy czym udział procentowy osobników dających takie czy inne nasiona był zawsze taki sam.
Na tej podstawie Mendel wydedukował, że jednostki dziedziczenia mogą występować w dwóch formach, czyli, jak powiedzielibyśmy dzisiaj, allelach. Komórki somatyczne zawierają jedną parę takich alleli na każdą cechę, podczas gdy każde ziarno pyłku czy komórka jajowa zawierają po jednym z alleli; w związku z tym w zygocie, a co za tym w komórkach somatycznych, tworzą się następujące kombinacje:
- dwa allele barwy żółtej
- allel żółty i allel zielony
- dwa allele na barwę zieloną.

Pierwszy, dominujący allel, może zatrzeć istnienie swego recesywnego (ustępującego) odpowiednika. Żółte nasiono grochu może powstać wskutek kombinacji dwóch alleli barwy żółtej lub allelu barwy żółtej z recesywnym allelem barwy zielonej. Aby nastąpiło ujawnienie fenotypowe allelu barwy zielonej, musi on wystąpić w podwójnej „dawce”, a zatem zielone nasiona są wynikiem połączenia dwóch alleli recesywnych.
Żółte nasiona otrzymane przez Mendla w pierwszym pokoleniu pochodziły od rodziców z linii różniących się kolorem nasion. Każda z roślin potomnych w tym pokoleniu miała jedną kopię allelu barwy żółtej i jedną kopię allelu barwy zielonej nasion. Na podstawie prostej arytmetycznej kalkulacji można obliczyć, że skrzyżowanie tych hybryd [heterozygot] daje jedną czwartą roślin z dwoma allelami barwy żółtej, jedną czwartą roślin z dwoma allelami barwy zielonej i połowę roślin zawierających oba odmienne allele tego genu. Co daje stosunek trzy rośliny o żółtych nasionach do jednej o nasionach zielonych.
Po notatkach, które Mendel poczynił na marginesie swojego egzemplarza O powstawaniu gatunków można powiedzieć, że dostrzegł wartość swych odkryć dla teorii ewolucji. Choć jego badania były znane wielu współczesnym mu biologom, to jednak zostały zignorowane jako rewelacje istotne jedynie dla tych, którzy zajmują się grochem.

### Dalsze odkrycia w zakresie dziedziczenia
Ze znaczenia prac Mendla zdano sobie sprawę dopiero na początku XX wieku. Wkrótce przeanalizowano krzyżówki wielu roślin i zwierząt. W większości wypadków wykazano zgodność z prawami Mendla. Wydawało się, że zasady dziedziczenia są całkiem proste, jednakże im więcej prowadzono badań, tym bardziej jasne było, że jeszcze dużo pozostało do poznania. Co nie zmienia faktu, że współczesna genetyka wciąż jeszcze bazuje na „mendelizmie” i na jego dwóch podstawowych prawach dziedziczenia.
Dość szybko po ponownym odkryciu i potwierdzeniu wyników prac Mendla pojawiły się ważne odstępstwa od jego prawa. Okazało się mianowicie, że niektóre z cech nie są niezależne. To znaczy, że istnieją takie „zestawy” cech, które przejawiają skłonność do wspólnego przechodzenia z pokolenia na pokolenie; każdy gen należy do jednej z kilku grup, w obrębie których geny są przekazywane zgodnie. Jedynie członkowie różnych grup podlegają mendlowskiemu prawu niezależnej segregacji. Na podstawie krzyżówek wyróżniono u muszek owocowych cztery takie „grupy genów sprzężonych”, odpowiadające czterem parom chromosomów. Jeśli dwa geny znajdowały się na tym samym chromosomie, mogły być przekazywane razem. Geny występujące na innych chromosomach dziedziczyły się jak „niezależne czynniki dziedziczne”. Związek między genami sprzężonymi nie był bezwzględny, ponieważ za każdym razem, gdy powstawał plemnik czy komórka jajowa, chromosomy pękały i łączyły się w nowe kombinacje. Wkrótce zdano sobie sprawę, że im bliżej geny znajdują się na chromosomie, tym częściej dziedziczą się „zależnie”.
Właśnie ta „korekta” praw Mendla, one same, a także badania Hugona de Vriesa nad mutacjami legły u podłoża współczesnej genetyki.